# Kanton Tergnier

Gemeinden des Kantons

Der Kanton Tergnier ist ein französischer Wahlkreis im Département Aisne in der Region Hauts-de-France. Er umfasst 24 Gemeinden im Arrondissement Laon, sein bureau centralisateur ist in Tergnier. Im Rahmen der landesweiten Neuordnung der französischen Kantone 2015 verschmolz er mit dem ehemaligen Kanton La Fère und erfuhr dadurch eine bedeutende Vergrößerung.

## Gemeinden
Der Kanton besteht aus 24 Gemeinden mit insgesamt 28.910 Einwohnern (Stand: 1. Januar 2022) auf einer Gesamtfläche von 190,59 km²:
| Gemeinde               | Einwohner 1. Januar 2022 | Fläche km² | Dichte Einw./km² | Code INSEE | Postleitzahl |
| ---------------------- | ------------------------ | ---------- | ---------------- | ---------- | ------------ |
| Achery                 | 586                      | 6,90       | 85               | 02002      | 02800        |
| Andelain               | 211                      | 2,91       | 73               | 02016      | 02800        |
| Anguilcourt-le-Sart    | 281                      | 9,14       | 31               | 02017      | 02800        |
| Beautor                | 2.625                    | 7,44       | 353              | 02059      | 02800        |
| Bertaucourt-Epourdon   | 586                      | 7,46       | 79               | 02074      | 02800        |
| Brie                   | 54                       | 2,80       | 19               | 02122      | 02870        |
| Charmes                | 1.596                    | 3,66       | 436              | 02165      | 02800        |
| Courbes                | 39                       | 3,16       | 12               | 02222      | 02800        |
| Danizy                 | 624                      | 4,49       | 139              | 02260      | 02800        |
| Deuillet               | 202                      | 3,76       | 54               | 02262      | 02700        |
| Fourdrain              | 414                      | 9,45       | 44               | 02329      | 02870        |
| Fressancourt           | 171                      | 2,51       | 68               | 02335      | 02800        |
| La Fère                | 2.860                    | 6,73       | 425              | 02304      | 02800        |
| Liez                   | 383                      | 5,45       | 70               | 02431      | 02700        |
| Mayot                  | 213                      | 3,42       | 62               | 02473      | 02800        |
| Mennessis              | 407                      | 5,23       | 78               | 02474      | 02700        |
| Monceau-lès-Leups      | 434                      | 13,30      | 33               | 02492      | 02270        |
| Rogécourt              | 94                       | 5,54       | 17               | 02651      | 02800        |
| Saint-Gobain           | 2.313                    | 29,73      | 78               | 02680      | 02410        |
| Saint-Nicolas-aux-Bois | 116                      | 6,64       | 17               | 02685      | 02410        |
| Servais                | 290                      | 5,51       | 53               | 02716      | 02700        |
| Tergnier               | 13.261                   | 17,95      | 739              | 02738      | 02700        |
| Travecy                | 683                      | 14,52      | 47               | 02746      | 02800        |
| Versigny               | 467                      | 12,89      | 36               | 02788      | 02800        |
| Kanton Tergnier        | 28.910                   | 190,59     | 152              | 0218       | –            |

Bis zur Neuordnung gehörten zum Kanton Tergnier die vier Gemeinden Beautor, Liez, Mennessis und Tergnier. Sein Zuschnitt entsprach einer Fläche von 36,07 km2. Er besaß vor 2015 den INSEE-Code 0242.

## Einwohner
| Bevölkerungsentwicklung | Bevölkerungsentwicklung |
| Jahr                    | Einwohner               |
| ----------------------- | ----------------------- |
| 1962                    | 20.018                  |
| 1968                    | 20.867                  |
| 1975                    | 19.769                  |
| 1982                    | 19.676                  |
| 1990                    | 18.888                  |
| 1999                    | 18.835                  |
| 2006                    | 18.153                  |
| 2011                    | 17.642                  |

## Politik
| Vertreter im conseil général des Départements | Vertreter im conseil général des Départements | Vertreter im conseil général des Départements |
| Amtszeit                                      | Name                                          | Partei                                        |
| --------------------------------------------- | --------------------------------------------- | --------------------------------------------- |
| 1986–1992                                     | Jacques Desallangre                           | PS                                            |
| 1992–1998                                     | Jacques Desallangre                           | MDC                                           |
| 1998–2015                                     | Michel Carreau                                | PCF                                           |
| 2015–                                         | Michel Carreau Caroline Varlet                | –                                             |